# Air Max-Gabon
Air Max-Gabon es una aerolínea con base en Libreville, Gabón. Fue fundada en 2002 y efectúa vuelos chárter y de pasajeros en el oeste de África. Su principal base de operaciones es el Aeropuerto Internacional de Libreville (LBV).

## Flota
En agosto de 2006 la flota de Air Max-Gabon incluye:
- 1 Fokker F27 Mk300M